# Danielle Arbid
Danielle Arbid (àrab: دانيال عربيد, Dānyāl ʿArbīd) és una directora de cinema i ocasional actriu libanesa, reconeguda especialment per dirigir la llorejada pel·lícula de 2015 Peur de rien.

## Carrera

### Començament
Arbid va abandonar el Líban en plena guerra civil en 1987, a l'edat de 17 anys, per a estudiar literatura en una facultat de lletres a París, França. També va estudiar periodisme mentre treballava com a periodista independent durant cinc anys, fins i tot escrivint articles per al diari Libération.

### Carrera al cinema
En 1997 va dirigir el seu primer curtmetratge, Raddem, i el seu primer documental, Seule ave la guerre (1999). Com mai va estudiar cinema, Arbid ha afirmat que la seva inspiració prové del «art, la fotografia, la gent al carrer i, per descomptat, el cinema.» La seva pel·lícula de 2007 A Lost Man conté gran quantitat d'escenes sexualment explícites, una cosa poc comuna en les produccions cinematogràfiques del cinema d'idioma àrab. El seu tercer llargmetratge de ficció, Peur de rien, es va estrenar a França el 10 de febrer de 2016. La pel·lícula va tenir excel·lents crítiques de part de la premsa francesa. Peur de rien es va estrenar al Festival Internacional de Cinema de Toronto.
En aquesta entrevista brindada durant el festival de Popoli en 2016, la directora va afirmar: «Vull estar tan prop dels meus personatges de ficció com dels meus documentals. Vull viure vides paral·leles, no sols contar històries, sinó sentir-les. Els meus llargmetratges, tal com els percebo, són com a documentals dels meus personatges. Utilitzo molts primers plans i llargs enfocaments per a penetrar en l'univers que crec, oblidant la realitat de les preses el més possible. Amb freqüència he filmat escenes de sexe. Crec que és una prerrogativa de la meva part, com a dona i com a persona d'origen àrab. Amb la representació dels cossos i la gràcia que emana d'ells, tracte d'acostar-me a l'art. Sempre tracte d'embellir i exaltar als actors. Quan faig una pel·lícula, no dono res per assegut. No obstant això, anhel incessantment que cada pel·lícula sigui el més ardent possible, tant en substància com en forma.»

### Actualitat
En 2018 Arbid va dirigir el llargmetratge Simple Passion, protagonitzada per les actrius Vicky Krieps, Elina Löwensohn i Danila Kazlovsky.

## Filmografia
- 1998 : Raddem (curt de ficció)
- 1999 : Le passeur (curt de ficció)
- 2000 : Seule avec la guerre (documental)
- 2002 : Étrangère (ficció)
- 2002 :  Aux frontières (documental)
- 2004 : In the Battlefields (llargmetratge)
- 2004 : Nous / Nihna
- 2004 : Conversation de Salon 1, 2 et 3
- 2007 : A Lost Man (llargmetratge)
- 2008 : This Smell of Sex
- 2009 : Conversation de salon 4, 5 et 6
- 2011 : Beirut Hotel (telefilm)[8]
- 2015 : Parisienne (llargmetratge)
- 2018 : Passion simple (llargmetratge)[9]